# Suriprofs
De Suriprofs, de afkorting van Suriname (Suri-) en professionals (-profs), zijn voetballers die zelf geboren zijn in óf van wie ten minste een van de ouders afkomstig is uit Suriname.
De Suriprofs komen jaarlijks - direct aan het einde van de voetbalcompetitie - in het Olympisch Stadion Amsterdam bij elkaar om een benefiet-wedstrijd te spelen. In de meeste jaren spelen ze tegen de kampioen van de Eerste divisie van dat betreffende seizoen. In 2007 speelden de Suriprofs tegen Jong Oranje, in hun aanloop naar het EK onder-21.
De Suriprofs dienen niet verward te worden met het Kleurrijk Elftal. Dat was een soortgelijk initiatief dat na de SLM-ramp, waarbij een groot deel van de selectie om het leven kwam, minder actief is maar nog wel bestaat. In 1998 kwam in het nieuws dat beide organisaties met elkaar in conflict waren.

## Wedstrijden

### 1993
Op 5 mei werd Sparta op eigen veld met 1-2 verslagen door doelpunten van Romeo van Aerde en Gerrie van Guine. De ploeg werd gecoacht door de voormalige bondscoach van Suriname Rob Groener
Suriprofs: Herman Teeuwen (RKC, gastspeler), Guus Uhlenbeek (SC Cambuur) (75. Kenneth Goudmijn (FC Eindhoven)), Gerald Sandel (Sparta), Roberto Straal (Vitesse), Ulrich Landvreugd (SC Cambuur), André Wasiman (FC Volendam), Lee-Roy Echteld (SC Heerenveen) (46' Ernesto de Miranda (RKC)), Romeo van Aerde (RKC), Ulrich Cruden (NEC) (67' Edward Burleson (FC Volendam)), Ronald Hoop (Telstar) en Gerrie van Guine (Go Ahead Eagles) (83' Jerrel Linger (AZ)).

### 1997
Op 8 juni werd er in stadion Galgenwaard in Utrecht voor 8800 toeschouwers een benefietwedstrijd gespeeld tussen de Suriprofs onder leiding van Henk ten Cate en een All Star team van spelers uit de Eredivisie onder leiding van Guus Hiddink. De wedstrijd eindigde in 2-3. De opbrengst was bestemd voor de renovatie van het André Kamperveenstadion in Paramaribo.
Namens de Suriprofs namen Maarten Atmodikoro (NAC), Regi Blinker (Sheffield Wednesday), Lee-Roy Echteld (SC Heerenveen), Steve Goossen (Vitesse), Dean Gorré (FC Groningen), Glenn Helder (Benfica), Stanley Menzo (Lierse SK), Kenneth Monkou (Southampton), Frank Rijkaard (gestopt als profvoetballer), Clarence Seedorf (AC Milan), Jerry Simons (Osasuna), Orlando Trustfull (Sheffield Wednesday), Gerald Vanenburg (AS Cannes), Regilio Vrede (Roda JC), Aron Winter (Internazionale) en Romeo Wouden (SC Heerenveen) aan de wedstrijd deel.

### 2000
In Breda wonnen de Suriprofs met 2-0 van NAC Breda dankzij doelpunten van Orlando Engelaar en Ellery Cairo. Engelaar, op dat moment nog jeugdspeler bij Feyenoord, tekende enkele weken later een contract bij NAC dat destijds werd getraind door Henk ten Cate.

### 2001
In Den Bosch eindigde de wedstrijd tussen de Suriprofs en FC Den Bosch in 1-1. Na de openingstreffer van Hilmi Mihci namens de thuisclub zorgde Urvin Lee voor de gelijkmaker.

### 2002
De opbrengst van het duel tussen de Suriprofs en FC Zwolle kwam ten goede aan een achterstandswijk in Paramaribo. Voor het eerst sinds zes jaar speelden zij weer een voetbalwedstrijd in het Olympisch Stadion. Voor 4000 toeschouwers wonnen de Suriprofs die gecoacht werden door Stanley Menzo. De kampioen van de Eerste divisie kwam nog wel op een 0-1 voorsprong door Arne Slot, maar moesten uiteindelijk toch het hoofd buigen na twee treffers van Clyde Wijnhard waarna de Clarence Seedorf een kwartier voor tijd de 3-1 eindstand op het scorebord bracht.

### 2003
Door doelpunten van Romano Denneboom, Clarence Seedorf, Dean Gorré en Romeo Castelen (2x) wonnen de Suri-profs met 5-2 van een Eerste divisie All Star Team. Bij de Suriprofs speelden verder onder anderen Ruud Gullit, Winston Bogarde (Chelsea FC), Aron Winter (AFC Ajax) en Nigel de Jong (Ajax) mee. Frank Rijkaard was de coach, geassisteerd door Edgar Davids.
Het All Star team werd gecoacht door Leo van Veen en Rob McDonald en speelde onder andere met Mohammed Allach (FC Dordrecht), Danny Koevermans (Sparta Rotterdam) en Ronald Hamming (Fortuna Sittard).

### 2004
De jaarlijkse benefietwedstrijd van de Suriprofs tegen de kampioen van de Eerste Divisie, dit jaar FC Den Bosch, werd gewonnen door de Suriprofs. FC Den Bosch kwam met 0-2 voor, maar verloor de wedstrijd uiteindelijk met 4-2. Clyde Wijnhard, Stefano Seedorf en Kew Jaliens brachten de stand op 3-2. De vierde treffer van de Suriprofs werd gemaakt door Winston Bogarde van Chelsea FC.

### 2005
De selectie in 2005: Kenneth Vermeer, Nigel de Jong, Ryan Babel, Urby Emanuelson (Ajax), Rodney Ubbergen (RKC), Edgar Davids (Juventus), Edson Braafheid (FC Utrecht), Jurgen Colin (NAC), Steve Olfers (FC Den Bosch), Mitchell Piqué (Cambuur Leeuwarden), Gianni Zuiverloon, Romeo Castelen (Feyenoord), Mario Melchiot (Birmingham City), Orlando Engelaar (RC Genk), Pascal Heije (NEC), Stefano Seedorf (FC Groningen), Mark de Vries (Leicester City), Brian Pinas (FC Groningen), Clyde Wijnhard (Darlington)

### 2006
Dean Gorré, die samen met Winston Bogarde en Aron Winter coach was van de Suriprofs, speelden met onder meer Ryan Babel, Urby Emanuelson en Romeo Castelen in hun elftal. Tegenstander was een Talenten Team van spelers uit de Eerste Divisie, met onder andere Otman Bakkal(FC Eindhoven), Jack Tuyp ( FC Volendam), Luigi Bruins (SBV Excelsior), Achmed Ahahaoui (HFC Haarlem) en Abdelhali Chaiat (FC Volendam)

### 2007
In 2007 werd niet tegen de kampioen van de eerste divisie gespeeld, maar tegen Jong Oranje, dat in voorbereiding was op het EK U21. Jong Oranje had veel spelers in de gelederen die hun roots ergens anders hebben liggen, zoals Kenneth Vermeer, Gianni Zuiverloon, Eljero Elia, Kemy Agustien, Otman Bakkal, Ismaïl Aissati, Royston Drenthe, Haris Međunjanin, Maceo Rigters en Calvin Jong-A-Pin.
Opstelling in 2007 in de wedstrijd tegen Jong Oranje:

Rodney Ubbergen (RBC) (46. Raymond Homoet (Elinkwijk)); Edson Braafheid (Twente) (46. Marciano Bruma (Sparta)), Steve Olfers (Sparta) (62. Ray Fränkel (Haarlem)), Dionitio Liesdek (Ajax) (70. Purrel Fränkel (Vitesse)), Purrel Fränkel (Vitesse) (62. Carillho (AGOVV)); Nigel de Jong (HSV) (46. Diego Biseswar (De Graafschap)), Orlando Engelaar (Twente), Stefano Seedorf (Cambuur Leeuwarden); Romeo Castelen (HSV) (46. Marvin Emnes (Sparta), Iwan Redan (RBC) (46. Charles Dissels (Sparta)), Andwelé Slory (Feyenoord) (46. Brian Pinas (NAC)). 

Coach: Aron Winter
Ook werd deelgenomen aan de PARBO Bier Cup in Suriname waar het team op de 2e plaats eindigde.

### 2008
Op 17 mei vond de wedstrijd tegen de winnaar van de Eerste Divisie, FC Volendam van trainer Stanley Menzo én tegelijkertijd de voorzitter van de Suriprofs, plaats en eindigde in een 3-1-overwinning voor de Suriprofs. FC Volendam kwam in de eerste minuut op voorsprong via Jack Tuyp, maar in de tweede helft scoorden de Suriprofs drie keer, door doelpunten van Andwelé Slory, Berry Powel en Kew Jaliens. Coaches waren Aron Winter samen met Dean Gorré en Winston Bogarde.

### 2009
Vanwege de 10e editie van de Suriprofs jubileumwedstrijd werd er op 12 mei, in plaats van de traditionele locatie het Olympisch stadion, in de Amsterdam Arena een jubileum toernooi gehouden waarbij de Suriprofs het tegen een selectie van Jong Ajax opnam en VVV-Venlo, de kampioen van de Eerste divisie en de gebruikelijke tegenstander, tegen het Surinaams voetbalelftal speelde (3-0).
Patrick Kluivert en Michael Reiziger maakten hun debuut in de selectie van coaches Aron Winter en Winston Bogarde die verder bestond uit Urby Emanuelson, Edgar Davids, Lorenzo Davids, Kew Jaliens, Milano Koenders, Jeremain Lens, Kelvin Maynard, Mitchell Piqué, Berry Powel, Ruben Schaken, Evander Sno, Rodney Ubbergen, Kenneth Vermeer, Boy Waterman, Jerold Promes, Rydell Poepon en Hesdey Suart.
Enkele Suriprofs namen deel aan de PARBO Bier Cup waar ze deel uitmaakten van de selectie van een officieus Surinaams voetbalelftal.

### 2011
In 2010 speelden de Suriprofs niet. Op 7 mei 2011 speelden de Suriprofs onder leiding van Dean Gorré en Winston Bogarde tegen Heracles Almelo. Op Sparta-Stadion Het Kasteel kwamen de Suriprofs met 2-0 voor via Tjaronn Chery en Romario Kortzorg maar Heracles zorgde voor een 2-2-eindstand. Na penalty's wonnen de Suriprofs (3-1). Rodney Ubbergen stopte twee penalty's en aanvoerder Lorenzo Davids scoorde de beslissende penalty. Verder speelde onder meer Donovan Slijngard, Iwan Redan en Kenji Gorré mee.

### 2012
Op 18 mei 2012 speelden Suriprofs tegen FC Groningen op Sparta-Stadion Het Kasteel in Rotterdam. De Suriprofs speelden onder leiding van Dean Gorré. In de eerste helft kwamen de Suriprofs met 2-0 voor via Rydell Poepon en Clarence Seedorf, en in de tweede helft werd het 3-0 door opnieuw Clarence Seedorf.
De selectie bestond uit Kenneth Vermeer, Rodney Ubbergen, Milano Koenders, Kew Jaliens, Ryan Koolwijk, Jerold Promes, Purrel Fränkel, Serginho Greene, Kenji Gorré, Clarence Seedorf, Tjaronn Chery, Darl Douglas, Rydell Poepon, Sidney Schmeltz en Stefano Seedorf.
Net als in 2009 nam een combinatieteam van Suriprofs en het Surinaams voetbalelftal in 2012 deel aan de PARBO Bier Cup.

### 2015
Op 13 mei 2015 speelden de Suriprofs onder leiding van Aron Winter, met Ricardo Kishna en Jaïro Riedewald als gastspelers, voor 3000 toeschouwers op Sportpark De Toekomst een benefietduel tegen Jong Ajax. Humphrey Mijnals, de eerste Surinamer in Oranje, was eregast op de vijftiende verjaardag van de Stichting Suriprofs. Zij wonnen met 2-1 dankzij doelpunten van Ricardo Kishna en Calvin Valies. De opstelling: Gino Coutinho; Gianni Zuiverloon (55. Collin Seedorf), Milano Koenders, Jaïro Riedewald (46. Arsenio Valpoort), Steve Olfers; Dion Malone, Clarence Seedorf, Edgar Davids; Calvin Valies, Andwelé Slory, Ricardo Kishna.

### 2018
In het Van Donge & De Roo Stadion te Rotterdam werd op 12 mei 2018 de zogenoemde Wedstrijd van de Toekomst georganiseerd door de Coöperatie Eerste Divisie in samenwerking met hoofdsponsor Jupiler, de KNVB, Fox Sports, Southfields, De Correspondent en de stichting Suriprofs. Daarin werd geëxperimenteerd met innovatieve spelregels en inzet van extra technologie. Enkele innovaties waren effectieve speeltijd in plaats van 2×45 minuten, de self-pass, de intrap in plaats van de ingooi, doorlopend wisselen en bij een gelijke eindstand het nemen van shoot-outs in plaats van penalty's. Na een 1-2 achterstand bij de rust wonnen de Suriprofs hierin met 5-2 van Fortuna Sittard. Doelpuntenmakers namens de ploeg die werd getraind door Michael Reiziger: Marvin Emnes, Enzio Boldewijn, Furhgill Zeldenrust en Giovanni Hiwat (2x).